# Jockey Club Cearense
O Jockey Club Cearense é um clube de esportes hípicos do Ceará fundado em 1947,  e dedica-se atualmente a corridas de cavalos  tendo como praça de corridas ,a partir de janeiro de  2013 , o Hipódromo localizado em Aquiraz, com novas instalações. A nova praça de corridas consta de uma pista oval para corridas de Thoroughbred e uma cancha reta, com corridas de cavalos Quarto de Milha, tendo como atração o Grande Prêmio Fortaleza Quarter Horse Show . Este torneio também foi disputado no Hipódromo Renato Braga, em Caucaia (CE) , como o realizado nos dias 21 e 22 de janeiro , em 2011 com dotação de oitenta mil reais.

## Hipódromo Stênio Gomes da Silva

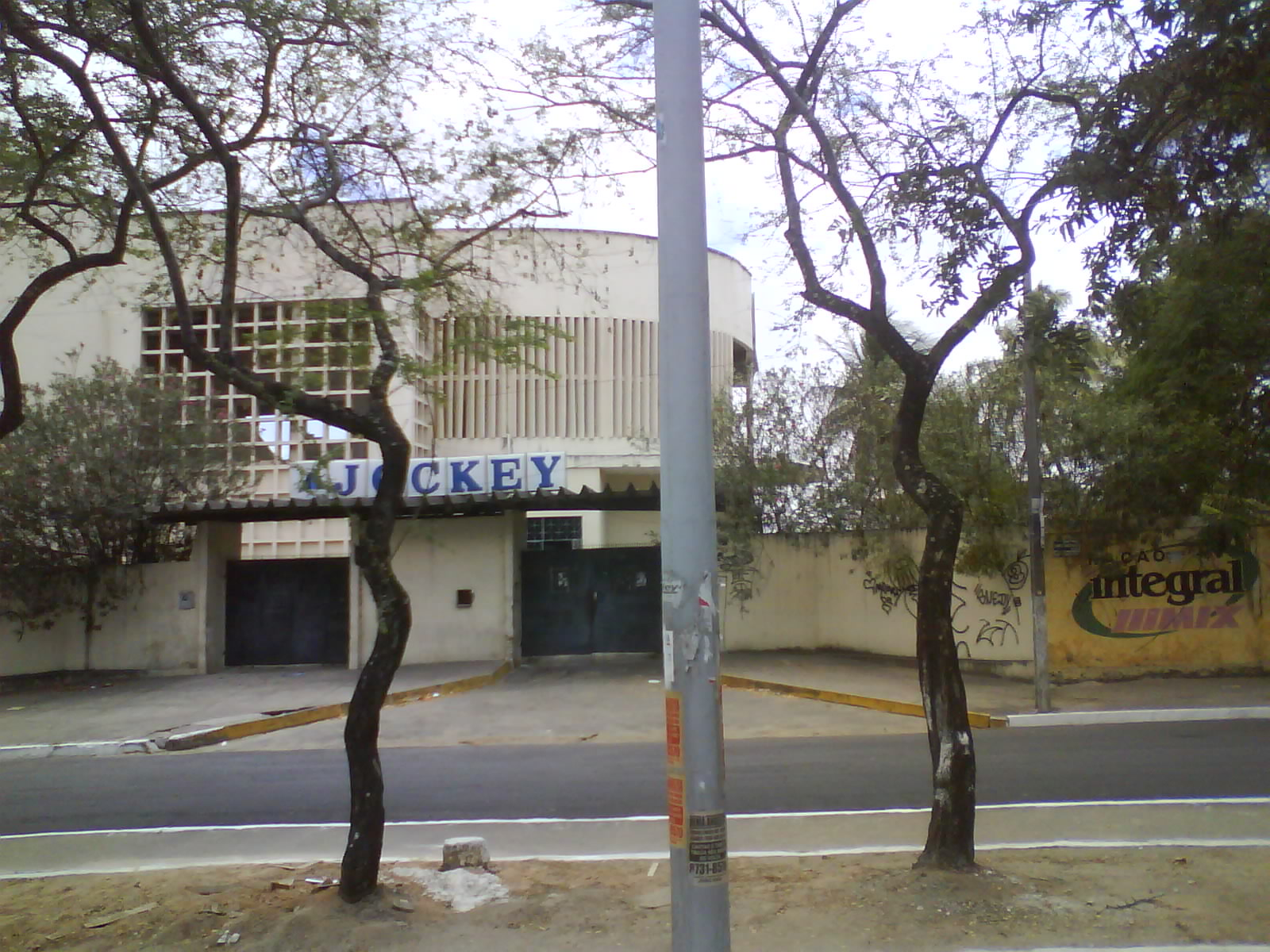
Antiga sede do Jockey Club Cearense

Este hipódromo foi a sede do Jockey Club Cearense desde da fundação do clube  em 1947 até o ano de 2008 e teve seu projeto assinado pelo arquiteto Emílio Hinko. O local foi doado pelo interventor do Estado na época, Stênio Gomes da Silva para a criação do clube em 1947 . No seu local serão construido o residencial clube (Jóquei Ville),um shopping (North Shopping Parangaba que mudou de nome mesmo antes da inauguração se tornando North Shopping Jockey, onde a inauguração está prevista para outubro de 2013)e um [hospital] público municipal Hospital da Mulher(através de um projeto de lei deve se chamar Hospital e Maternidade Dra. Zilda Arns Neumann). A mudança para Aquiraz,foi devido ser desapropriado pela Prefeitura Municipal de Fortaleza e o remanescente foi vendido para a construção de um novo jockey..